# Alma Staudinger
Alma Staudinger   (Viena, 19 d'agost de 1921 - 10 d'octubre de 2017) fou una saltadora austríaca que va competir durant les dècades de 1930 i 1940.
El 1936 va prendre part en els Jocs Olímpics d'Estiu de Berlín, on disputà dues proves del programa de salts. Fou dotzena en la prova del trampolí de 3 metres i vint-i-unena en la de palanca de 10 metres. El 1948, un cop finalitzada la Segona Guerra Mundial, tornà a disputar dues proves del programa de salts als Jocs de Londres. En aquesta ocasió fou quarta en el sant de palanca de 10 metres i onzena en el de trampolí de 3 metres.
En el seu palmarès destaquen dues medalles de plata i una de bronze al Campionat d'Europa de natació de 1947 i 1950.